# Beate Klarsfeld
Beate Auguste Künzel coniugata Klarsfeld (Berlino, 13 febbraio 1939) è un'attivista tedesca, internazionalmente nota per le ricerche sull'Olocausto e per l'attivismo antinazista; insieme a suo marito Serge Klarsfeld, ha consegnato alla polizia molti funzionari del regime tedesco datisi alla macchia dopo la seconda guerra mondiale, quali, per esempio, Kurt Lischka, Herbert Hagen, Ernst Heinrichsohn, Walter Rauff, Klaus Barbie, Ernst Ehlers e Kurt Asche.

## Biografia
Nata come Beate Künzel da un soldato della Wehrmacht di fede cristiana, nel 1960 si reca a Parigi per lavorare come badante, e in seguito viene assunta come segretaria dalla Deutsch-Französisches Jugendwerk (Alleanza Franco-Tedesca per la Gioventù), ma viene licenziata perché pubblica saggi contro il cancelliere della Repubblica Federale Tedesca Kurt Georg Kiesinger.

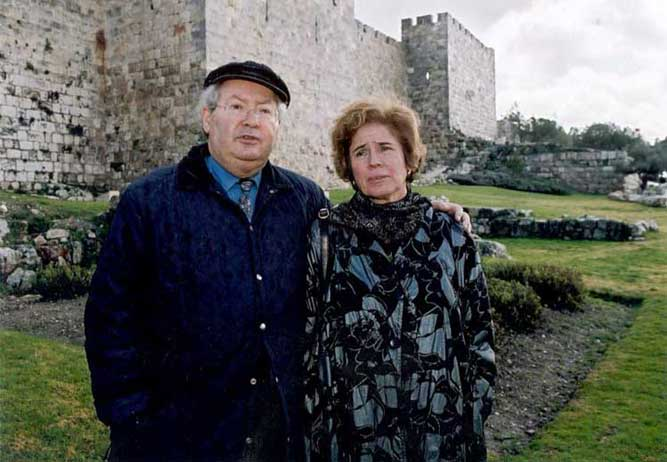
Serge e Beate Klarsfeld

Nel frattempo, nel 1963, aveva sposato Serge Klarsfeld, un ebreo di origini rumene il cui padre è deceduto ad Auschwitz. Durante il matrimonio nascono un bambino nel 1965 ed una bambina nel 1973.
Irritata dal passato del cancelliere federale Kurt Kiesinger come membro del NSDAP , nel 1968 alla Camera dei Deputati a Bonn gli si rivolge dicendolgi «Nazi, tritt zurück!» («Nazista, dimettiti!»); viene arrestata ma è scarcerata subito dopo. Durante un congresso di partito della CDU a Berlino sale sul podio, schiaffeggia Kiesinger e gli urla "Nazi, Nazi!"("Nazista, Nazista!"). Stavolta viene condannata ad un anno di reclusione, ma l'avvocato Horst Mahler le fa scontare la pena a soli quattro mesi con condizionale.
Nel 1971 prova insieme a suo marito a rapire Kurt Lischka, organizzatore della deportazione di 76.000 ebrei dalla Francia, per consegnarlo alle forze dell'ordine francesi; per questo viene nuovamente condannata, per poi essere immediatamente scarcerata a causa di pressioni internazionali. Lischka non verrà catturato prima del 1979.
Nel 1972 ha rivelato la residenza di Klaus Barbie in Bolivia.
Nel 1984 e 1985 ha visitato le dittature in Cile e in Paraguay, col fine di catturare (senza successo) i criminali di guerra Walter Rauff e Josef Mengele.
Nel 1986 ha pubblicamente svelato la militanza di Kurt Waldheim in una sezione giovanile del NSDAP, riducendolo all'isolamento internazionale durante la sua carriera di presidente dell'Austria.
Il 4 luglio 1987 testimonia al processo contro Klaus Barbie, definendo tale testimonianza come «l'esito più importante» dalle sue azioni.
Nel 1991 ha lottato per estradare Alois Brunner, il supplente di Adolf Eichmann, dalla Siria. Alois Brunner era responsabile per l'uccisione di 130.000 ebrei nei campi di concentramento tedeschi, ed era già stato perseguito dal Mossad che gli aveva inviato due pacchi-bomba nel 1961 e nel 1980. Nel 2001 Brunner è stato condannato all'ergastolo in contumacia.
Beate e Serge Klarsfeld hanno pubblicato un libro commemorativo con il nome delle 80.000 vittime ebree di Francia, presentando anche le foto di circa 12.000 bambini ebrei deportati durante gli anni 1942-44. Le ferrovie francesi hanno approvato il progetto mostrandolo in 18 stazioni con un'esposizione itinerante (Enfants juifs déportés de France) per la durata di tre anni. 
La ferrovia tedesca Deutsche Bahn (DB) - successore del Deutsche Reichsbahn nella cui rete sono stati deportati questi bambini - ha rifiutato l'esposizione nelle sue stazioni, ma per evitare persecuzioni della legge l'ha esposto nel suo museo a Norimberga. Il presidente di DB Hartmut Mehdorn ha argomentato che il tema è troppo grave per l'esposizione in un servizio pubblico, incontrando l'opposizione del ministro dei trasporti Wolfgang Tiefensee. Alla fine del 2006 Mehdorn ha ceduto alle pressioni di Tiefensee, accettando di organizzare una nuova esposizione sull'importanza del Deutsche Reichsbahn durante la seconda guerra mondiale.
Alcuni documenti sono stati in mostra, dal 23 gennaio 2008, anche nelle stazioni tedesche, come parte dell'esposizione itinerante "Sonderzüge in den Tod”, organizzata da DB stessa.
Nel 2012 è stata candidata dal partito Die Linke alla presidenza della Repubblica Federale Tedesca.
Sempre nel 2012, la Klarsfeld è divenuta la presidente onoraria dell'associazione che lavora per istituire un museo-memoriale della Shoah a Cagliari.

## Opere (scelta)
- Die Geschichte des PG 2 633 930 Kiesinger. Dokumentation, prefazione di Heinrich Böll, Melzer, Darmstadt, 1969
- Wherever they may be!, Vanguard, New York, 1972, ISBN 0-8149-0748-2
- con Serge Klarsfeld, Die Kinder von Izieu: eine jüdische Tragödie, Hentrich, Berlino, 1991, ISBN 3-89468-001-6

## Onorificenze
"Medaglia di coraggio dei combattenti del ghetto", Mossad, 1974

## Cinema
La vicenda di Beate Klarsfeld e di suo marito Serge è stata oggetto di numerose inchieste tv, documentari e fiction, a partire soprattutto dalla metà degli anni ottanta e con l'inizio del processo a Barbie.
Tra tutti questi lavori, quello più famoso è il film Il coraggio di non dimenticare, (Nazi Hunter: the Beate Klarsfeld Story) di Michael Lindsay-Hogg. Il film, una coproduzione per la tv realizzata anche in collaborazione con Rai 2 e trasmessa nelle televisioni di tutto il mondo alla fine degli anni ottanta, è una pellicola che conta un cast per l'epoca internazionale (Farrah Fawcett nei panni di Beate, Tom Conti in quelli di Serge) e rievoca la storia di Beate dal suo arrivo a Parigi fino al processo e alla condanna di Barbie.
Nel 2007, un regista francese, Laurent Jaoui, ha realizzato un film anch'esso incentrato su Serge e Beate Klarsfeld e sulla cattura di Barbie dal titolo La traque (La caccia). La pellicola, realizzata anche con la consulenza del centro di documentazione ebraica Memorial de la Shoah di Parigi, è tuttavia semisconosciuta e ancora inedita in Italia.

### Filmografia
- Il coraggio di non dimenticare, regia di Micheal Lindsay Hogg (USA, 1986)
- La caccia, regia di Laurent Jaoui (Francia, 2008)